# Список глав государств в 404 году
Список глав государств в 403 году — 404 год — Список глав государств в 405 году — Список глав государств по годам

## Америка
- Мутульское царство (Тикаль) — Яш-Нун-Айин I, царь (378 — 414)

## Азия
- Великая Армения — Врамшапух, царь (389 — 414)
- Гассаниды — аль-Ну'ман III ибн Амр, царь (391 — 418)
- Дханьявади — Тюрия Вунна, царь[англ.] (375 — 418)
- Жужаньский каганат — Юйцзюлюй Шэлунь, каган (402 — 410)
- Иберия — Тиридат, царь (394 — 406)
- Индия:
  - Вакатака — Прабхаватигупта, регент (385 — 405)
  - Гупта — Чандрагупта II, махараджа (380 — 415)
  - Кадамба — Багитарха, царь (390 — 415)
  - Паллавы (Анандадеша) — Скандаварман III, махараджа (400 — 436)
- Кавказская Албания — Асай, царь (399 — 420)
- Камарупа — Балаварман, царь (398 — 422)
- Китай (Период Шестнадцати варварских государств):
  - Восточная Цзинь:
    - Хуань Сюань, принц Чу (узурпатор) (403 — 404)
    - Ан-ди (Сыма Яо), император (397 — 403, 404 — 419)
    - Лю Юй, регент (404 — 419)

  - Западная Лян — Ли Гао, император (400 — 417)
  - Поздняя Цинь — Яо Син, император (394 — 416)
  - Поздняя Янь — Мужун Си, император (401 — 407)
  - Северная Вэй — Дао У-ди (Тоба Гуй), император (386 — 409)
  - Северная Лян — Цзюйцюй Мэнсюнь, император (401 — 433)
  - Южная Лян — Туфа Жутань, император (402 — 414)
  - Южная Янь — Мужун Дэ, император (400 — 405)
- Корея (Период Трех государств):
  - Конфедерация Кая — Исипхум, ван (346 — 407)
  - Когурё — Квангэтхохо, тхэван (391 — 413)
  - Пэкче — Асин, король (392 — 405)
  - Силла — Сильсон, марипкан (402 — 417)
- Лахмиды (Хира) — аль-Ну'ман I ибн Имру аль-Кайс, царь (390 — 418)
- Паган — Кьяунг Ту Ит, король[англ.] (387 — 412)
- Персия (Сасаниды) — Йездигерд I, шахиншах (399 — 421)
- Раджарата — Упатисса I, король (370 — 412)
- Тарума — Пурнаварман, царь (395 — 434)
- Тогон — Мужун Угэти, правитель (400 — 405)
- Тямпа — Фам Хо Дат, князь (ок. 399 — 413)
- Фунань — Каундинья II, король (400 — 430)
- Химьяр — Дара'мар Айман II, царь (375 — 410)
- Япония — Ритю, император (400 — 405)

## Европа
- Англия:
  - Думнония — Гадеон ап Конан, король (387 — 405)
  - Эбрук — Коэль Старый, король (383 — 420)
- Арморика — Градлон Великий, герцог (395 — 434)
- Вандалы — Годагисл, король (359 — 406)
- Вестготы — Аларих I, король (382 — 410)
- Восточная Римская (Византийская) империя — Аркадий, император (395 — 408)
- Гунны:
  - Улдин, царь (390 — 410)
  - Донат, царь (390 — 412)
- Дивед — Эднивед ап Анун, король (400 — 410)
- Западная Римская империя — Гонорий, император (395 — 423)
- Ирландия — Ниалл Девять Заложников, верховный король (376 — 405)
  - Лейнстер — Брессал Белах мак Фиахад Байхед, король (ок. 392 — 436)
  - Мунстер — Коналл Корк, король (390 — 420)
- Папский престол — Иннокентий I, папа римский (401 — 417)

## Галерея

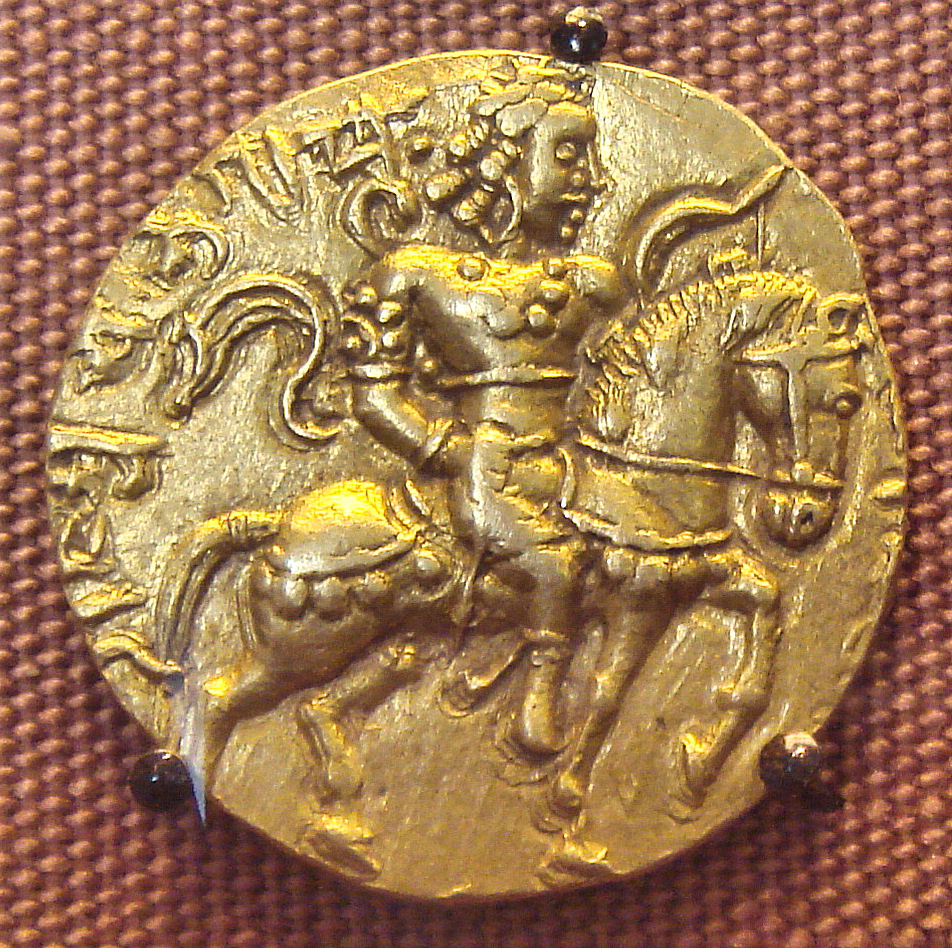
Чандрагупта II 380—415 Махараджа Гупты
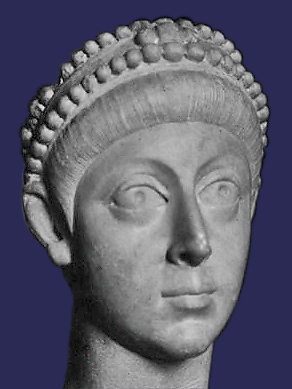
Аркадий 395—408 Император Византии
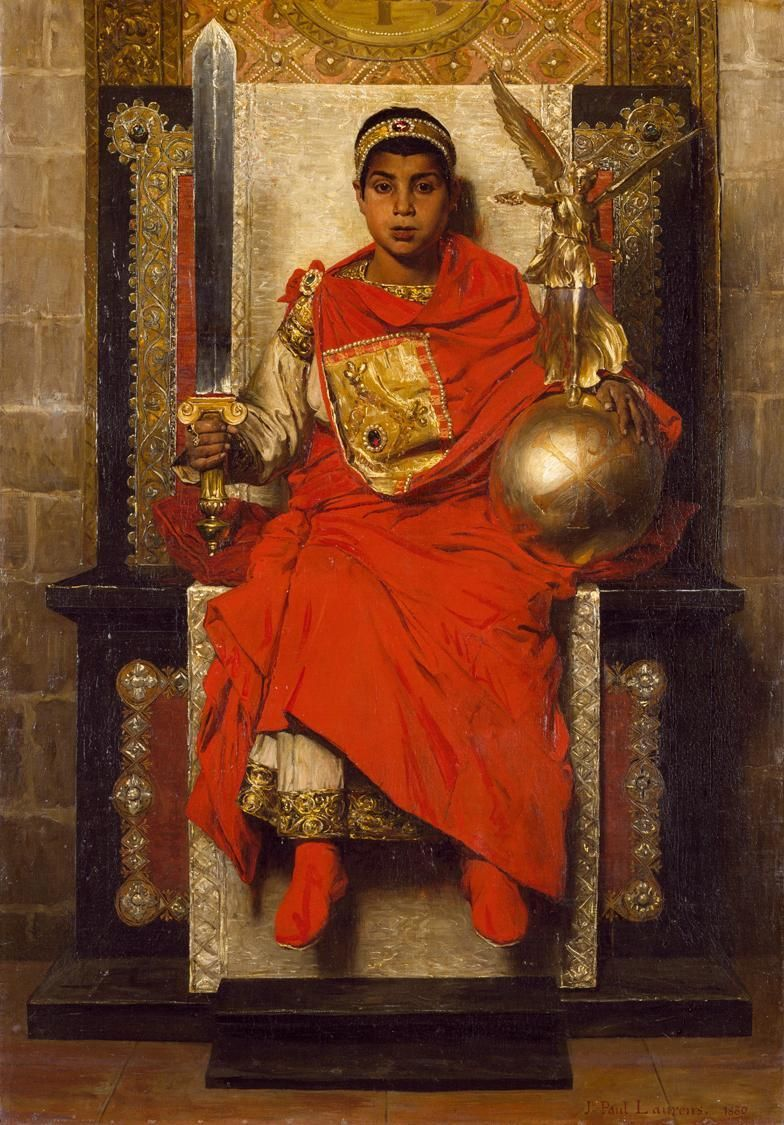
Гонорий 395—423 Римский император
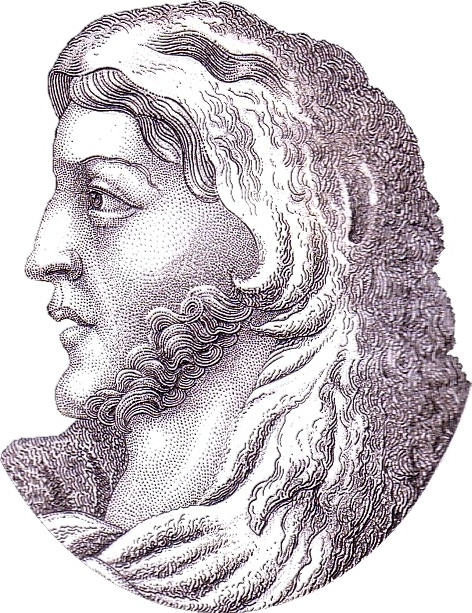
Аларих I 382—410 Король вестготов
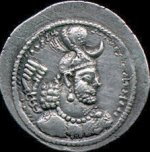
Йездигерд I 399—421 Шахиншах Персии
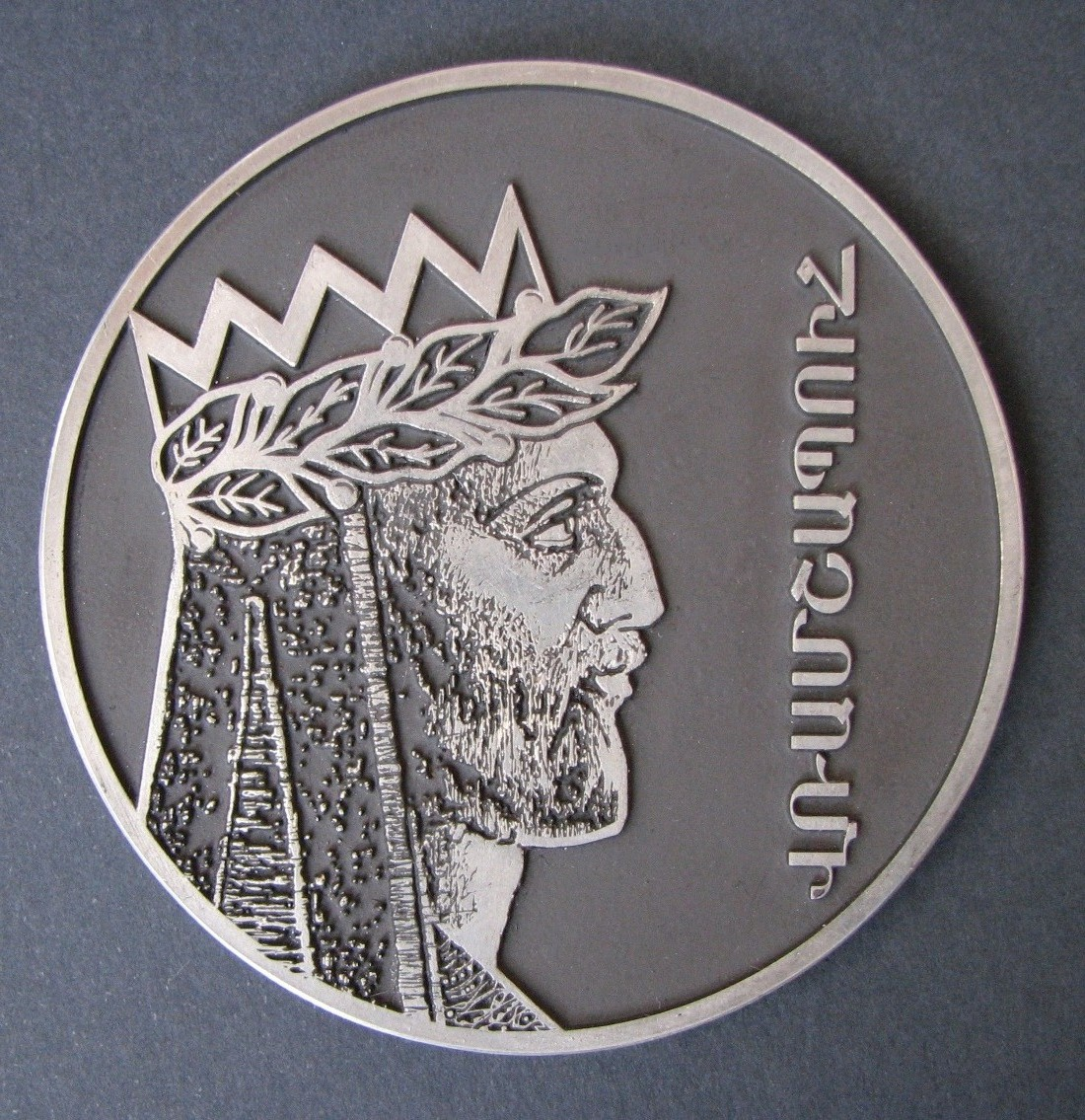
Врамшапух 389—414 Царь Великой Армении